# Jerebtsovo
Jerebtsovo (en rus: Жеребцово) és un poble de l'óblast de Novossibirsk, a Rússia, que en el cens del 2010 tenia 215 habitants, pertany al districte de Novossibirsk.